# しあわせ運べるように
「しあわせ運べるように」（しあわせはこべるように）は、1995年に臼井真が作詞・作曲した楽曲（合唱曲）。2021年1月17日より神戸市歌に指定されている。「しあわせはこべるように」の表記も見られる。

## 概要
1995年に発生した阪神・淡路大震災後に神戸市の音楽教諭だった臼井真が神戸復興を願い、作詞・作曲した楽曲である。
原曲は歌詞に「神戸」が含まれる「神戸オリジナルバージョン」。2004年の新潟県中越地震で全村避難を余儀なくされた山古志村には、歌詞中の「神戸」を「山古志」に替えた歌のテープが神戸市の小学校から贈られるなどした。
2011年に発生した東日本大震災後には歌詞中の「神戸」を「ふるさと」に置き換えた「ふるさとバージョン」や「福島しあわせ運べるように合唱団」が歌う「神戸」を「福島」に置き換えた「ふくしまバージョン」が制作されたほか、「東北」「宮城」「浪江町」など被災地を中心に多様なバージョンが制作され教育現場を中心に歌い継がれている。2016年に発生した熊本地震後には歌詞中の「神戸」を「熊本」に替えたバージョンが、2024年に発生した能登半島地震後には「神戸」を「石川」に替えたバージョンが歌われている。
英語・中国語・フランス語・ペルシア語・アラビア語・トルコ語・カンボジア語・イタリア語・ハンガリー語にも訳され、それらは日本国外で広く歌われている。
2021年1月17日、阪神・淡路大震災の発生から26年になるのを契機に、神戸市における2番目の市歌として指定された。
2025年1月17日、阪神・淡路大震災の発生から30年となった日に、関西の長寿番組「おはよう朝日です」で、エレクトーン奏者多田憲伸と、おは朝合唱団と被災地ゆかりの松下奈緒・山之内すず・安田大サーカスの安田団長・Aぇ! groupの佐野晶哉がゲストに加わった合唱が番組内で披露された。

## チャリティーCDブック
2011年7月25日にアスコムよりチャリティーCDブックが発売された。本作の印税は、「東日本大震災」復興支援のために全額寄付される。
同楽曲の録音、子供たちの手話コーラスの動画の撮影は臼井の指導・指揮のもとで兵庫県立芸術文化センターKOBELCO大ホールにて行われた。
朝日放送「東日本大震災『ABCこども支援募金』」のシンボルソングとなる。
同年7月27日にCD収録楽曲のダウンロードが開始され、8月10日にレコチョクでもダウンロードが開始された。
なお, CDは同年9月5日に株式会社ミュージックグリッドより単独発売されている。

### CD収録曲
【ピアノ伴奏版】
- ピアノ伴奏編曲・伴奏：川上昌裕 / 合唱：神戸市立住吉小学校合唱部 / 指揮：室屋尚子

1. しあわせ運べるように（神戸オリジナルバージョン）
2. しあわせ運べるように（ふるさとバージョン）
3. しあわせ運べるように（カラピアノ）

【オーケストラ演奏版】
- 編曲：杉浦邦弘 / 合唱：神戸市立住吉小学校合唱部 / 指揮：加藤完二 / 演奏：スーパーキッズ・オーケストラ

1. しあわせ運べるように（神戸オリジナルバージョン）
2. しあわせ運べるように（ふるさとバージョン）
3. しあわせ運べるように（カラオケ）

【スペシャル版】
- 編曲・伴奏：川上昌裕

1. しあわせ運べるように（ピアノソロバージョン）

## 島谷ひとみによるカバーシングル
島谷ひとみの32枚目のシングルとして2012年3月7日に発売されたカバーバージョン。発売元はavex trax.

### 解説
前作「簡単に言えたなら」から約1年振りのシングル発売。自身初のチャリティーCD。
知人を通し作家の臼井に会った島谷は、「しあわせ運べるように」が神戸の多くの人達に力を与え、東北の被災地へと歌い継がれている事を知り、また、臼井の想いと同楽曲に感銘を受け、「この曲を一人でも多くの方に聴いて頂くお手伝いが出来れば」と強く思うようになった。
2011年11月、島谷は仙台で開かれたチャリティーライブで同楽曲を初披露。また, 2012年1月に仙台市立岡田小学校を訪ね児童と合唱した模様が、「情報満載ライブショー モーニングバード!」で放送され、反響を呼んだことからCD化が実現した。
臼井が教鞭を執る神戸市立西灘小学校の6年生36人（臼井は指揮で参加）と、仙台市立岡田小学校の6年生41人の合計77人で「しあわせを運ぶ合唱団」を結成。島谷が両校を訪ねて合唱を収録し、その歌声をミキシングして「復興を遂げた地」と「復興を果たす地」の“復興の懸け橋”となる楽曲が完成した。
島谷と臼井の印税は、東日本大震災の復興支援のために全額寄付される。

### 収録曲
- 作詞・作曲：臼井真 / 編曲：川上昌裕

1. しあわせ運べるように（ふるさとバージョン/合唱） / 島谷ひとみとしあわせを運ぶ合唱団
2. しあわせ運べるように（ふるさとバージョン/独唱） / 島谷ひとみ
3. しあわせ運べるように（カラオケ）

## この曲を発売したその他の歌手
- 森祐理、東京放送児童合唱団 - 1997年1月21日にシングルとして発売。
- Cooley High Harmony - 神戸を拠点に活動する男性4人組ボーカルグループ。2008年発売のアルバム『Voice form KOBE』に収録。2009年発売のオムニバスアルバム『誰も知らない泣ける歌外伝 クラウンレコード・セレクション 〜胸いっぱいの涙〜』にも収録されている。
- 川嶋あい - 2009年4月8日発売のシングル「大丈夫だよ」（初回限定盤）に収録。2011年6月18日、御崎公園球技場（ノエビアスタジアム神戸）にて開催されたヴィッセル神戸VSベガルタ仙台戦で歌唱し、その模様がオーロラビジョンで放映された。
- 仙台市立八軒中学校吹奏楽・合唱部 - 2011年7月6日発売のシングル「あすという日が」に収録。
- 綾乃ひびき - 2012年6月27日発売のマキシシングル「Stand Alone / しあわせ運べるように」に収録。